# ناحیه کارتج، شهرستان هنکاک، ایلینوی
ناحیه کارتج (به انگلیسی: Carthage Township) یک منطقهٔ مسکونی در ایالات متحده آمریکا است که در شهرستان هنکاک، ایلینوی واقع شده‌است. ناحیه کارتج ۱۹۶ متر بالاتر از سطح دریا واقع شده‌است.